# Laiskansaari (ö i Mellersta Finland)
Laiskansaari är en ö i Keitelesjön i Finland. Den ligger i sjön Keitele och i kommunen Viitasaari i Suovanlahti  i den ekonomiska regionen  Saarijärvi-Viitasaari och landskapet Mellersta Finland, i den centrala delen av landet, 300 km norr om huvudstaden Helsingfors. Öns area är 0,4 hektar och dess största längd är 140 meter i sydöst-nordvästlig riktning.